# Tomoya Hayashi
Tomoya Hayashi (japanisch 林 友哉 Hayashi Tomoya; * 27. August 1999 in der Präfektur Kagoshima) ist ein japanischer Fußballspieler.

## Karriere
Hayashi erlernte das Fußballspielen in der Schulmannschaft der Kasanohara SSS sowie in der Jugendmannschaft von Amigos Kagoshima. Seinen ersten Vertrag unterschrieb er 2018 bei Kamatamare Sanuki. Der Verein aus Takamatsu spielte in der zweithöchsten Liga des Landes, der J2 League. Im August 2018 wurde er nach Kōchi an den Kōchi United SC ausgeliehen. 2019 kehrte er zum Drittligisten Sanuki zurück. Im August 2021 wechselte er ebenfalls auf Leihbasis nach Yokohama zum Ligakonkurrenten YSCC Yokohama. Für Yokohama absolvierte er 2021 acht Drittligaspiele. Nach Ende der Ausleihe wurde er vom YSCC Yokohama am 1. Februar 2022 fest unter Vertrag genommen.